# Metrorapid
| Transrapid 07 in den Metrorapidfarben vor der Messe in Essen |                     |                         |                         |
| Geplanter Streckenverlauf des Metrorapids |                     |                         |                         |
| Streckenlänge: | 78,9 km             |                         |                         |
| Streckenklasse: | Maglev              |                         |                         |
| Streckengeschwindigkeit: | 300 km/h            |                         |                         |
| Zweigleisigkeit: | durchgängig         |                         |                         |
| |                     |                         |                         |
| 2003 verworfene Planung |                     |                         |                         |
| Bundesland: | Nordrhein-Westfalen |                         |                         |
| Linienführung |                     |                         |                         |
| \| \| \| Düsseldorf Hauptbahnhof \| \| \| \| Düsseldorf Flughafen \| \| \| \| Duisburg \| \| \| \| Mülheim \| \| \| \| Essen \| \| \| \| Bochum \| \| \| \| Dortmund \| |                     |                         |                         |
| Kopfbahnhof Streckenanfang (Strecke außer Betrieb) |                     | Düsseldorf Hauptbahnhof | Düsseldorf Hauptbahnhof |
| Haltepunkt / Haltestelle (Strecke außer Betrieb) |                     | Düsseldorf Flughafen    | Düsseldorf Flughafen    |
| Bahnhof (Strecke außer Betrieb) |                     | Duisburg                | Duisburg                |
| Haltepunkt / Haltestelle (Strecke außer Betrieb) |                     | Mülheim                 | Mülheim                 |
| Bahnhof (Strecke außer Betrieb) |                     | Essen                   | Essen                   |
| Haltepunkt / Haltestelle (Strecke außer Betrieb) |                     | Bochum                  | Bochum                  |
| Kopfbahnhof Streckenende (Strecke außer Betrieb) |                     | Dortmund                | Dortmund                |

Der Metrorapid war eine im Ruhrgebiet geplante Transrapidstrecke für den Regionalverkehr. Die etwa 79 Kilometer lange Strecke sollte die Städte Dortmund, Bochum, Essen, Duisburg und Düsseldorf miteinander verbinden. Ende Juni 2003 wurde das Projekt von Nordrhein-Westfalens Ministerpräsident Peer Steinbrück (SPD) aufgegeben.

## Verlauf
Bei einer Streckenlänge von 78,9 km sollte eine Spitzengeschwindigkeit (Bauartbedingte Höchstgeschwindigkeit) von 300 km/h erreicht werden. Der geplante durchschnittliche Haltestellenabstand lag bei 13,15 km. Auf rund 85 Prozent ihrer Länge sollte sie dem Verlauf der bestehenden Strecke Düsseldorf–Dortmund folgen. Aufgrund der beengten Raumverhältnisse im Bereich der bestehenden Bahnanlagen sollte die Fahrzeugbreite verringert und die Fahrbahn durchgehend ebenerdig verlegt werden. Zwischen Düsseldorf und Duisburg sollte auf einem längeren Abschnitt Raum genutzt werden, der für zwei zusätzliche Gleise der bestehenden Eisenbahnstrecke freigehalten worden war.
Die Metrorapid-Strecke, welche in 34 Minuten bewältigt werden sollte, führte von Dortmund über die Zwischenhalte Bochum, Essen, Duisburg nach Düsseldorf. Vorgesehen war eine Aufenthaltszeit an jeder Zwischenstation von einer Minute. Tagsüber war ein 10-Minuten-Takt geplant. Auf Basis der Bahnfahrpreise wurden 39 Millionen Fahrgäste pro Jahr erwartet, wobei 70 Prozent Umsteiger von der Schiene sein sollten, 20 Prozent von der Straße und 10 Prozent Reisende aus induziertem Mehrverkehr.
Von diesen 78,9 km sollten etwa 30 km auf Dämmen verlaufen, rund 34 km geländegleich, 10 km im Einschnitt sowie rund 4 km in Tunneln bzw. Trögen.

## Geschichte
Das Projekt war eines von fünf Alternativkonzepten für die Anfang Februar 2000 gescheiterte Magnetschnellbahn Berlin–Hamburg. Auch der Transrapid München ging aus dieser Alternativensuche hervor. Anfang 2001 war eine Machbarkeitsstudie in Arbeit. Im Oktober 2000 lagen die Untersuchungsergebnisse der im Februar 2000 eingeleiteten Untersuchungen vor. Von den fünf Projekten sollten zwei weitergeführt und im Rahmen einer Machbarkeitsstudie mit integrierter Umweltverträglichkeitsstudie bewertet werden: Neben dem Metrorapid wurde dabei der Transrapid München weiter geplant.
In der Nacht zum 22. Mai 2001 wurde die Sektion I des Transrapid 07 von der Transrapid-Versuchsanlage Emsland nach Bochum gebracht und dort vor der Jahrhunderthalle im Rahmen einer Fernsehsendung präsentiert. Das Fahrzeug diente anschließend vor der Messe Essen als Informationsbüro und wurde erst am 1. und 2. Oktober zurück nach Lathen gebracht. Die Landesregierung rechnete dabei mit einer Inbetriebnahme im Jahr 2006 und forderte, die Strecke im Rahmen der Tarifstruktur des Verkehrsverbundes Rhein-Ruhr zu betreiben.
Am 21. Januar 2002 wurden in Berlin die Ergebnisse der Machbarkeits- und Umweltverträglichkeitsstudie für den Transrapid München und den Metrorapid vorgestellt. Demnach sollte die auf 95 % ihrer Länge mit bestehenden Eisenbahnstrecken gebündelte Strecke mit einer Höchstgeschwindigkeit von 300 km/h betrieben werden. Mit Zwischenhalten in Düsseldorf Flughafen, Duisburg Hauptbahnhof, Mülheim Hauptbahnhof, Essen Hauptbahnhof und Bochum Hauptbahnhof sollte eine Fahrzeit von 37 Minuten erreicht werden. In der Hauptverkehrszeit war ein 10-Minuten-Takt vorgesehen. Die Inbetriebnahme war zur Fußball-Weltmeisterschaft 2006 beabsichtigt. Die Prognose der Machbarkeitsstudie ging von 34,5 Millionen Personenfahrten (951,9 Mio. Personenkilometern) pro Jahr aus. 201,0 Mio. Pkm sollten davon vom motorisierten Individualverkehr verlagert werden. Die erwarteten Erträge sollten dabei über den Betriebskosten liegen; der volkswirtschaftliche Nutzen-Kosten-Faktor wurde mit 1,5 angegeben. In Infrastruktur und Fahrzeuge sollten 3,1 Milliarden Euro investiert werden. Der Bund hatte Gesamtmittel von 2,3 Milliarden Euro für beide Magnetschnellbahnprojekte vorgesehen; nach Medienberichten sollten davon 1,6 Milliarden Euro auf den Metrorapid entfallen.
Die Deutsche Bahn dementierte Anfang 2002 Medienberichte, wonach sie sich an dem Projekt finanziell beteiligen wolle.
Nach Medienberichten wurde der Metrorapid Ende 2002 nur noch mit drei Sektionen geplant. Dabei seien für die Ermittlung der Stehplätze vier Personen je Quadratmeter zu Grunde gelegt worden.
Der nordrhein-westfälische Ministerpräsident Steinbrück verständigte sich schließlich mit dem damaligen Bundeskanzler Gerhard Schröder, das Projekt aus Kostengründen nicht mehr weiter zu verfolgen. Am 27. Juni 2003 gab Steinbrück eine entsprechende Erklärung vor der Presse ab. Stattdessen sollte eine „Metro-S-Bahn“ zwischen Dortmund und Köln eingerichtet werden. Im September 2003 sollten dazu weitere Details vorgelegt werden. Nachfolgeprojekt für den Metrorapid ist der Rhein-Ruhr-Express (RRX, anfangs „MetroExpress“), ein Zugliniensystem basierend auf herkömmlicher Rad/Schiene-Technik.

## Kosten
Anfang 2001 wurden Kosten von 7,23 Milliarden D-Mark für das Gesamtprojekt geschätzt. Davon entfielen 5,61 Milliarden auf die Infrastruktur und 1,62 Milliarden DM auf Fahrzeuge.
Eine andere Hochrechnung schätzte die Kosten auf 3,2 Mrd. Euro, die sich wie folgt verteilen sollten (in Mrd. Euro):
- 2,0 – Bund
- 0,2 – ThyssenKrupp und Siemens (Kredit)
- 0,7 – Land (Kredit)
- 0,3 – Bundesschienenwegeausbaugesetz

Spätere Berechnungen veranschlagten 1,5 Mrd. Euro Mehrkosten.
Es entstanden Planungskosten in Höhe von etwa 54,4 Mio. Euro, wovon 10,4 Mio. Euro der Bund trug und 44 Mio. Euro auf den Landeshaushalt entfielen.

## Diskurs
Unter anderem wurde kritisiert, dass der Transrapid auf relativ kurzen Streckenabschnitten seinen Geschwindigkeitsvorteil nicht ausnutzen könne – der stündliche ICE brauchte 2003 nur 10 Minuten oder 25 % mehr – und mit bestehenden Verkehrsverbindungen in Konkurrenz treten würde. Des Weiteren wurden die Planzahlen wie Verkehrsaufkommen und Kosten angezweifelt.